# Villa Gillet
Pour les articles homonymes, voir Gillet.
La Villa Gillet est située à Lyon, dans le parc de la Cerisaie. C'est une maison européenne et internationale des écritures contemporaines. Elle donne la parole aux écrivains, aux penseurs et aux artistes. C'est une institution culturelle qui s’intéresse à toutes les formes de la culture : littérature, sciences humaines, politiques et sociales, histoire, arts contemporains, etc. Elle rassemble artistes, écrivains, romanciers et chercheurs du monde entier pour nourrir une réflexion publique autour des questions de notre temps à l’occasion de conférences, débats, tables rondes, et lectures. La Ville de Lyon, la Métropole de Lyon, la Direction Régionale des Affaires Culturelles Auvergne-Rhône-Alpes et le Centre national du livre contribuent pour partie à son fonctionnement. De 1989 jusqu'à 2019 elle a été dirigée par Guy Walter, également directeur des Subsistances.
Depuis septembre 2019, Lucie Campos est directrice de la structure, à la suite du départ à la retraite de Guy Walter.
Œuvre de l'architecte lyonnais Joseph Folléa (1867-1927), cette villa fut construite en 1912 pour une famille d'industriels de la teinturerie, les Gillet, qui la vendirent à la ville de Lyon en 1976 à la mort de Paul Gillet. Elle est ornée d'une frise animalière peinte en 1913 par Louis Bardey (1851-1915).
L'édifice est inscrit au titre des monuments historiques en 2015.

## Les Gillet, une famille d'industriels
Dès 1853, les Gillet, qui fonderont plus tard ce qui deviendra Rhône-Poulenc, cherchent des terrains pour y implanter leurs usines. Ils investissent notamment à Vaise et précédemment sur des terrains en bord de Saône, au pied de la colline de la Croix-Rousse, actuellement sur le quai Joseph Gillet, anciennement quai de Serin. Dès 1880, l'usine de teinturerie du quai de Serin fabrique les « flottes en noir ». Comme il est de mise au cours du XIXe siècle, le patron doit s'installer près de ses usines afin d'y veiller paternellement. La famille fait construire la Villa Gillet en 1912 sur les hauteurs qui surplombent les usines du quai.
À la mort de Paul Gillet, ses héritiers cèdent la villa à la ville de Lyon.

## Architecture

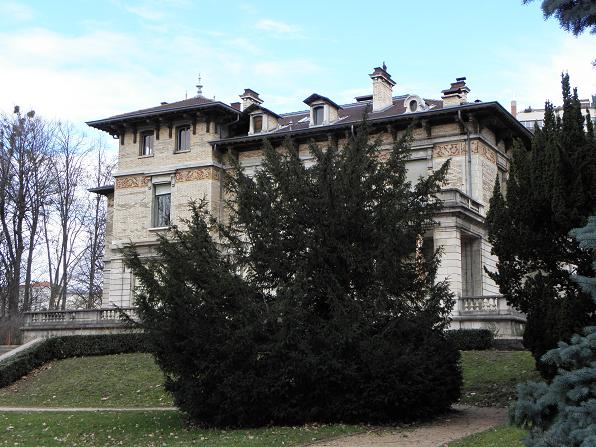
Façade ouest.

## Activités
Créée en 1987, la Villa Gillet est une maison des écritures contemporaines. Lieu de rencontre, de création et de diffusion, elle donne la parole aux écrivains, aux penseurs et aux artistes, pour faire de la littérature, des sciences humaines, de la philosophie, et des arts vivants, un langage commun.
Laboratoire de réflexion sur les pratiques liées au livre, à l’écrit, à la parole et au débat, la Villa Gillet propose toute l'année et lors de ses deux festivals des événements dans le domaine de la littérature et du débat d’idées.
Une scène littéraire internationale
La Villa Gillet est d’abord un lieu de rencontres internationales, de dialogues littéraires, de nouveaux formats d’intervention de l’écrivain dans l’espace public.
De septembre à juillet, la Villa Gillet programme des événements (débats, tables rondes, lectures et performances) en lien avec l’actualité de la vie littéraire, du débat d’idées, et propose des dialogues publics entre écrivains français et étrangers. Les événements publics se tiennent dans les murs de la Villa Gillet (dans le Théâtre ou les salons) mais aussi dans de multiples lieux culturels partenaires à Lyon (Bibliothèque municipale de Lyon, Opéra de Lyon, Théâtre des Célestins, musée des Confluences, Musée des Beaux-Arts, les Subsistances) et en Auvergne-Rhône-Alpes (Comédie de Saint-Étienne, MC2 de Grenoble, Hexagone à Meylan, Espace Malraux à Chambéry, …)  
Depuis 2007, un festival international de littérature à Lyon et en Auvergne-Rhône-Alpes
Chaque année depuis 2007, la Villa Gillet invite une cinquantaine d'écrivains du monde entier pour des conversations, rencontres et lectures publiques. Les événements se déroulent dans divers lieux à Lyon et dans la région : bibliothèques, librairies ou encore cinéma et s'adressent à tous les lecteurs. Le festival propose chaque année à des écrivains de s'exprimer sur des questionnements culturels, sociaux et politiques contemporains. De 2007 à sa création jusqu'à 2019, le festival s'appelle les Assises internationales du roman. En 2020, en raison de la crise sanitaire liée au Covid-19, l’édition se tient en ligne sur un site dédié proposant au public de visiter virtuellement les pièces de la Villa Gillet pour y découvrir des vidéos, podcasts et textes de plus de cinquante écrivains et artistes. En 2021, après la crise sanitaire du COVID, le festival change d'appellation et devient Littérature Live, festival international de littérature de Lyon et de la Région Auvergne-Rhône-Alpes.
De très nombreux écrivains à la renommée internationale ont fréquenté le festival depuis 2007, parmi lesquels on compte les Prix Nobel de littérature Orhan Pamuk, Svetlana Alexievitch, Olga Tokarczuk, Kenzaburô Oe.
Mode d'emploi, un festival des idées
En 2012, la Villa Gillet crée un nouveau rendez-vous consacré aux sciences humaines et à la philosophie : Mode d’emploi : un festival des idées. Pendant une à deux semaines, des chercheurs, personnalités de la vie publique, membres d’associations, auteurs et artistes de France et du monde sont réunis pour débattre des grandes questions contemporaines. À travers deux semaines de spectacles, lectures, débats et d'ateliers, la Villa Gillet propose à chacun de s’interroger sur les grandes questions contemporaines. Le festival se tient chaque année au mois de novembre et a lieu dans divers lieux culturels et universitaires de la Région Auvergne-Rhône-Alpes.
La Villa Gillet en Europe : le prix Franz-Hessel
Ce prix littéraire franco-allemand a été conçu par la Villa Gillet et la Fondation Genshagen. Cette distinction est décernée tous les ans depuis 2010 avec le soutien du Ministère français de la Culture et de la Déléguée du gouvernement fédéral à la Culture et aux Médias. Le prix, doté de 10 000 euros, récompense un auteur de chaque langue. Les lauréats sont sélectionnés par un jury franco-allemand indépendant. Le Prix Franz Hessel de littérature contemporaine contribue à la relance et à l’approfondissement des relations intellectuelles et littéraires entre la France et l’Allemagne. Il vise à favoriser la traduction dans l’autre langue des œuvres primées.
Les jurys allemand et français se réunissent d’abord séparément pour choisir deux finalistes de chaque pays. Ensuite, le jury franco-allemand désigne les deux lauréats auxquels le Prix Franz Hessel sera décerné.
La Villa Gillet à New Yorkle festival Walls and Bridges
À New York, de 2011 à 2013 , la Villa Gillet a organisé avec de nombreux partenaires américains le festival Walls & Bridges — Transatlantic Insights, pour mettre en dialogue penseurs et artistes français et américains.

## Les auteurs invités
Des centaines d’auteurs à renommée internationale ont participé aux activités de la Villa Gillet, parmi lesquels on trouve les Prix Nobel Svetlana Aleksievitch, Olga Tokarczuk, Kenzaburo Oé et Orhan Pamuk.
Des grands noms de la littérature nord-américaine en fiction et non-fiction sont invités sur la scène lyonnaise de la Villa Gillet : Toni Morrison, Richard Powers, Richard Russo, Paul Auster, Salman Rushdie, Siri Hustvedt, Richard Ford, Frédérick Wiseman, Douglas Kennedy, William T. Vollmann, Nick Flynn, David Vann, Dany Laferrière, Lionel Shriver, Russell Banks, Claire Messud, Nancy Fraser, Richard Sennett, Eric Klinenberg, Wendy Brown, Joan Tronto, Alondra Nelson, Craig Calhoun, Randall Kennedy.
Des auteurs de la scène littéraire sud-américaine participent aux événements de la Villa Gillet : Renato Cisneros, Luis Sepulveda, Juan Gabriel Vasquez, Jorge Volpi, Santiago Gamboa, Alberto Manguel, Rodrigo Fresan.
Des figures de la scène littéraire africaine sont invitées à échanger lors des festivals : Alaa El Aswany, Leonora Miano, Boubacar Boris Diop, In Koli Jean Bofane, Max Lobe, Boualem Sansal, Kamel Daoud, Scholastique Mukasonga, Ali Benmakhlouf, Nael Eltoukhy, Mohamed Mbougar Sarr, Kossi Efoui, Nadia El Fani, Nadia Marzouki...  
Des écrivains du Moyen-Orient et du continent asiatique viennent chaque année à Lyon et dans la région à l'invitation de la Villa Gillet :  Zeruya Shalev, Ma Jian, Samar Yasbek, A Yi, Eka Kurniawan, Reihane Taravati, Liao Yiwu, Joumana Haddad, Itamar Orlev, Etgar Keret, Siddharta Deb.
Des penseurs et écrivains européens se rencontrent lors des événéments : Mick Kitson, A.S Byatt, Jonathan Coe, Edna O’Brian, Ian McEwan, Martin Amis, Claudio Magris, Erri de Luca, Tzevtan Todorov, Antonio Munoz Molina, Javier Cercas, Jon Kalman Stefansson, Roger J. Ellory, Peter Nadas, Goran Petrovic, Rosetta Loy, Sofi Oksanen, Lydia Jorge Stefan Hertmans, Sara Stridsberg, Ludmila Oulitskaïa, Ece Temelkuran, Rosa Montero, Paolo Cognetti, Carolin Emcke, Elisabetta Rasy, Simonetta Greggio, Philippe Sands, Michela Marzano, Mischa Gabowitsch, Tim Ingold, Gunnar Olsson, Vinciane Despret...
Enfin, la Villa Gillet reçoit dans ses murs chaque année de nombreux écrivains, artistes, philosophes, penseurs et chercheurs français : Jacques Rancière, Pierre Bergounioux, Bruno Latour, Michel Pastoureaux, Tomi Ungerer, Boris Cyrulnik, Pierre Pachet, Jean Hatsfeld, Maylis de Kerangal, Leîla Slimani, Olivia Rosenthal, Christine Angot, Sylvie Germain, Olivier Assayas, Erik Orsenna, Virginie Despentes, Geneviève Brisac, Aurélien Bellanger, Patrick Boucheron, Mathias Enard, Lydie Salvayre, Delphine de Vigan, Alain Rey, Eric Vuillard, Luc Boltanski, Henri Leclerc, Alice Zeniter, Philippe Jaenada, Philippe Besson, Marie-Hélène Lafon, Alice Ferney, Philippe Forest, Sophie Divry, Pierre Ducrozet, Jérôme Ferrari, Grégoire Bouillier, Camille Laurens, Christophe Boltanski, Sophie Wahnich, Romain Bertrand, Sandra Laugier, Yves Citton, Bernard Lahire, Mireille Delmas-Marty, Fabienne Brugère, Elisabeth Roudinesco, Ruwen Ogien, Abdennour Bidar, Delphine Horvilleur, Fabrice Hadjhadj, Rony Brauman, Philippe Descola, Florence Aubenas, Jacques Lévy, Michel Agier, Caroline Eliacheff, Jean-Claude Ameisein, Etienne Klein.

## Fonctionnement
La Villa Gillet est gérée par une association loi 1901, subventionnée par  la Ville de Lyon, le Ministère de la Culture (Direction Régionale des Affaires Culturelles Auvergne-Rhône-Alpes), le Centre national du livre, la Métropole de Lyon et la délégation académique aux arts et à la culture de l’académie de Lyon.
En 2016, la Chambre régionale des comptes met en cause la gestion de la Villa Gillet. En particulier, la rémunération de son directeur est jugée exagérée.[réf. nécessaire]
L’affaire, close aujourd’hui, a provoqué une réduction budgétaire drastique et la perte de 50% de la masse salariale. À la suite de ce rapport, une période d’audit et de restructuration a été menée conjointement avec les financeurs de la Villa Gillet. A l'automne 2019, Lucie Campos prend la direction de la Villa Gillet. Elle définit un nouveau projet pour la structure en concertation avec la ville de Lyon, la Région Auvergne-Rhône-Alpes, la DRAC Auvergne-Rhône-Alpes et les rectorats des académies de Lyon, Grenoble et Clermont-Ferrand, et renouvelle l'équipe, actuellement constituée de 8 personnes.